# Хмелевая (приток Лапшанги)

Хмелевая — река в России, протекает в Ковернинском и Варнавинском районах Нижегородской области. Устье реки находится в 57 км по правому берегу реки Лапшанга. Длина реки составляет 10 км.
Исток реки находится в лесном массиве в 10 км юго-западнее посёлка Северный. Река течёт на северо-восток, в нижнем течении на реке деревня Хмелевая. Впадает в Лапшангу у посёлка Северный.

## Данные водного реестра
По данным государственного водного реестра России относится к Верхневолжскому бассейновому округу, водохозяйственный участок реки — Ветлуга от города Ветлуга и до устья, речной подбассейн реки — Волга от впадения Оки до Куйбышевского водохранилища (без бассейна Суры). Речной бассейн реки — (Верхняя) Волга до Куйбышевского водохранилища (без бассейна Оки).
По данным геоинформационной системы водохозяйственного районирования территории РФ, подготовленной Федеральным агентством водных ресурсов:
- Код водного объекта в государственном водном реестре — 08010400212110000042772
- Код по гидрологической изученности (ГИ) — 110004277
- Код бассейна — 08.01.04.002
- Номер тома по ГИ — 10
- Выпуск по ГИ — 0